# Rick Hall
Roe Erister "Rick" Hall  (Tishomingo, 31 de enero de 1932 - Muscle Shoals, 2 de enero de 2018) fue un productor, compositor y músico estadounidense que se hizo conocido como el propietario de FAME Studios en Muscle Shoals, Alabama. Conocido como el "padre de la música Muscle Shoals", fue influyente en la grabación y promoción de la música country y soul, y en ayudar a desarrollar las carreras de músicos como Aretha Franklin, Otis Redding, Duane Allman y Etta James.
Hall fue incluido en el Salón de la Fama de la Música de Alabama en 1985 y también recibió el premio John Herbert Orr Pioneer. En 2014, ganó el Premio Grammy fiduciario en reconocimiento a su importante contribución al campo de la grabación. Hall se mantuvo activo en la industria de la música con FAME Studios, FAME Records y FAME Publishing.

## Primeros años
Hall nació en una familia de aparceros en Forest Grove, condado de Tishomingo, Misisipi. Sus padres fueron Herman Hall, un trabajador de aserradero y aparcero y su esposa, Dollie Dimple Daily Hall; tenía una hermana.
Después de que su madre se fue de casa cuando el joven Hall tenía 4 años, él, junto con su hermana, fueron criados en la pobreza rural por su padre y sus abuelos en el condado de Franklin, Alabama. Según The Guardian, Dollie trabajó en un burdel después de dejar a la familia. Su padre era un fanático de la música gospel y su tío le dio a Rick una mandolina a los 6 años. Más tarde, aprendió a tocar la guitarra.
Hall se mudó a Rockford, Illinois cuando era adolescente, trabajó como aprendiz de fabricante de herramientas y comenzó a tocar en bandas de bares locales. Cuando fue reclutado para la Guerra de Corea, se declaró objetor de conciencia, se unió a la guardia de honor del Cuarto Ejército de los Estados Unidos y tocó en una banda que también incluía a Faron Young y al violinista Gordon Terry.

## Carrera temprana
Cuando Hall regresó a Alabama, reanudó la vida de la fábrica, trabajando para Reynolds Aluminium en Florence. Cuando tanto su nueva esposa Faye como su padre murieron en un período de dos semanas en 1957, él sufrió depresión y comenzó a beber con regularidad. Más tarde comenzó a moverse por la zona tocando la guitarra, la mandolina y el violín con un grupo local, Carmol Taylor and the Country Pals, y conoció al saxofonista Billy Sherrill. El grupo apareció en un programa de radio regional semanal en WERH en Hamilton. Posteriormente, Hall formó un nuevo grupo de R&B, Fairlanes, con Billy Sherrill, encabezado por el cantante Dan Penn, con Hall tocando el bajo. También comenzó a escribir canciones en ese momento.
Hall dejó los Fairlanes para concentrarse en convertirse en compositor y productor discográfico. Tuvo sus primeros éxitos como compositor a finales de la década de 1950, cuando George Jones grabó su canción "Achin ', Breakin' Heart", Brenda Lee grabó "She'll Never Know" y Roy Orbison grabó "Sweet and Innocent". En 1960, fundó una empresa con sede en Florence, Alabama, junto con el exmiembro de Fairlanes, Billy Sherrill, el futuro productor de los discos de Tammy Wynette. Llamaron a su empresa FAME (Florence Alabama Music Enterprises) y abrieron su primer estudio primitivo encima de una farmacia.
El productor Sam Phillips, originario de Florence, Alabama, fue uno de los primeros mentores. Durante una entrevista de 2015 con The New York Times, Hall recordó esos primeros días, “Nos sentábamos y hablábamos hasta las 2 de la mañana y Sam me decía: 'Rick, no vayas a Nashville, porque te comerán el alma viva'. Quería ser como Sam, quería ser alguien especial".

## Éxito con FAME Studios
En 1959, Hall y Sherrill aceptaron una oferta de Tom Stafford, el propietario de un estudio de grabación, para ayudar a establecer una nueva editorial musical en la ciudad de Florence, que se conocería como Florence Alabama Music Enterprises, o FAME. Sin embargo, en 1960, Sherrill y Stafford disolvieron la sociedad, dejando a Hall con los derechos del nombre del estudio.
El primer éxito de Hall como productor en un pequeño estudio fue con una de sus primeras grabaciones, "You Better Move On" de Arthur Alexander. El éxito comercial del disco le dio a Hall los recursos financieros para establecer un nuevo y más grande estudio de grabación en Avalon Avenue en Muscle Shoals, Alabama. Esa canción se convirtió en el primer disco de oro en la historia de Muscle Shoals; en ese momento, Hall lo había licenciado a Dot Records. La canción también fue grabada por otros, incluidos los Rolling Stones en 1964. En esa época, sus músicos incluían a Norbert Putnam, David Briggs, Peanut Montgomery y Jerry Carrigan.
Aunque Hall creció en una cultura dominada por la música country, amaba la música R&B y, en el estado altamente segregado de Alabama, burlaba regularmente las políticas locales y grababa a muchos músicos negros. Hall escribió: "La música negra ayudó a ampliar mis horizontes musicales y a abrir mis ojos y oídos al atractivo generalizado de la llamada música 'racial' que más tarde se conoció como 'rhythm and blues". Los éxitos de Hall continuaron después de que el agente Bill Lowery, con sede en Atlanta, le trajera cantantes para grabar y el estudio produjera éxitos para Tommy Roe, Joe Tex, los Tams y Jimmy Hughes. Sin embargo, en 1964, el grupo de sesiones ordinarias de Hall- David Briggs, Norbert Putnam, Jerry Carrigan, Earl "Peanut" Montgomery y Donnie Fritts - se sintió frustrado porque Hall le pagaba un salario mínimo a escala sindical, y dejaron Muscle Shoals para establecer su propio estudio en Nashville, Tennessee. Hall luego formó una nueva banda de estudio, que incluía a Spooner Oldham, Jimmy Johnson, David Hood y Roger Hawkins, y continuó produciendo éxitos.
El estudio FAME de Hall prosperó. "A mediados de la década de 1960, se había convertido en un semillero de músicos pop de diversos tipos, incluidos los Rolling Stones, Otis Redding, Wilson Pickett, Clarence Carter, Solomon Burke y Percy Sledge", según Los Angeles Times. La cantante Aretha Franklin le dio crédito a Hall por el "punto de inflexión" en su carrera a mediados de la década de 1960, llevándola de una artista en apuros a la "Reina del Soul". Según Hall, una de las razones del éxito de FAME en un momento de dura competencia de los estudios en otras ciudades fue que pasó por alto el tema de la raza, una perspectiva que llamó "daltónico". "Fue una época peligrosa, pero el estudio era un refugio seguro donde negros y blancos podían trabajar juntos en armonía musical", escribió Hall en su autobiografía. Décadas más tarde, una publicación en Malasia se refirió a Hall como un "violinista blanco que se convirtió en una fuerza poco probable en la música soul".
En 1966, ayudó a obtener la licencia de "When a Man Loves a Woman" de Percy Sledge, producida por Quin Ivy, a Atlantic Records, lo que luego condujo a un arreglo regular bajo el cual Atlantic enviaría músicos al estudio Muscle Shoals de Hall para grabar. El estudio produjo más discos de éxito para Wilson Pickett, James & Bobby Purify, Aretha Franklin, Clarence Carter, Otis Redding y Arthur Conley, mejorando la reputación de Hall como un productor sureño blanco que podía producir y diseñar éxitos para cantantes de soul sureños negros. Produjo muchas sesiones con el guitarrista Duane Allman. También produjo grabaciones para otros artistas, incluido Etta James, a quien persuadió para que grabara la canción "Tell Mama" de Clarence Carter. Sin embargo, su temperamento feroz llevó al final de la relación con Atlantic después de que se peleó a puñetazos con el marido de Aretha Franklin, Ted White, a finales de 1967.
En 1969, FAME Records, con artistas como Candi Staton, Clarence Carter y Arthur Conley, estableció un acuerdo de distribución con Capitol Records. Hall luego desvió su atención de la música soul hacia el pop convencional, produciendo éxitos para los Osmonds, Paul Anka, Tom Jones y la familia Osmond. También en 1969, otra banda house de FAME Studios, Muscle Shoals Rhythm Section, cariñosamente llamada The Swampers, formada por Barry Beckett (teclados), Roger Hawkins (batería), Jimmy Johnson (guitarra) y David Hood (bajo), dejó FAME Studios para fundar Muscle Shoals Sound Studio en el 3614 Jackson Highway de Sheffield, con financiación inicial de Jerry Wexler. Posteriormente, Hall contrató a Fame Gang como la nueva banda de estudio.
FAME Records fue independiente entre 1962 y 1963. Hall firmó un acuerdo de distribución con Vee-Jay desde octubre de 1963 hasta junio de 1965. Trasladó su sello a la distribución atlántica de noviembre de 1965 a septiembre de 1967. De mayo de 1969 a mayo de 1971, Capitol distribuyó el sello y, finalmente, a United Artists desde mayo de 1972 hasta aproximadamente abril de 1974.
El estudio siguió funcionando bien durante la década de 1970 y Hall pudo convencer a Capitol Records para que distribuyera las grabaciones de FAME. En 1971, fue nombrado Productor del Año por la revista Billboard. un año después fue nominado a un premio Grammy en la misma categoría. En el mismo año, Mac Davis grabó el primero de sus 12 álbumes en el estudio FAME; cuatro de las canciones recibieron más tarde discos de oro y platino.
A lo largo de la década de 1970, Hall continuó volviendo hacia la música country, produciendo éxitos para Mac Davis, Bobbie Gentry, Jerry Reed y los Gatlin Brothers, así como volviendo a trabajar para los Osmonds cuando se mudaron al country. También trabajó con el compositor y productor Robert Byrne para ayudar a una banda de bar local, Shenandoah, a encabezar la lista Hot Country Songs varias veces en las décadas de 1980 y 1990. El personal editorial de Hall compuesto por compositores internos escribió algunos de los mayores éxitos country de esas décadas. Su catálogo de publicaciones incluía "I Swear" escrito por Frank Myers y Gary Baker. En 1985 fue incluido en el Salón de la Fama de la Música de Alabama, y su cita se refería a él como el "Padre de la música Muscle Shoals".
En 2007, Hall reactivó el sello FAME Records a través de un acuerdo de distribución con EMI.
Los artistas que grabaron en FAME en años posteriores incluyen a Gregg Allman, que grabó el LP Southern Blood, Drive-By Truckers, Jason Isbell, Tim McGraw con su éxito I Like It, I Love It, The Dixie Chicks, George Strait, Martina McBride, Kenny. Chesney y otros.

## Vida posterior
Algunos años después de la muerte de su primera esposa, conoció y se casó con Linda Cross de Leighton, Alabama. La pareja tuvo tres hijos, Rick Jr., Mark y Rodney. Hall tenía cinco nietos, que cariñosamente lo llamaban Pepaw. La vida y carrera de Hall se describen en el documental de 2013 Muscle Shoals. Durante una entrevista antes del estreno de la película, Hall le dijo a un periodista que en 2009, él y su esposa habían donado su casa de 30 años a Boys and Girls Ranches of Alabama Archivado el 16 de marzo de 2022 en Wayback Machine., una organización benéfica para niños abusados y abandonados. La casa ahora sirve como hogar para hasta diecisiete adolescentes en un momento que han sido apartadas de sus familias por causas ajenas a ellos.
En 2014, Hall recibió el Premio Grammy fiduciario por su importante contribución al campo de la grabación. Hall publicó sus memorias en un libro titulado The Man from Muscle Shoals: My Journey from Shame to Fame en 2015. El 17 de diciembre de 2016, Hall recibió un doctorado honoris causa por la Universidad de North Alabama en Florence.
Falleció el 2 de enero de 2018, veintiocho días antes de cumplir 86 años, en su casa de Muscle Shoals, tras una batalla contra el cáncer de próstata.

## Legado
En su obituario, The New Yorker concluyó su cobertura de la carrera de Hall con este comentario: "Muscle Shoals sigue siendo notable no solo por la música que se hace allí, sino por su improbabilidad como epicentro de cualquier cosa; que una pequeña ciudad en un rincón tranquilo de Alabama se convirtió en un hervidero de ritmos y blues progresivos e integrados, todavía se siente inexplicable. Todo lo que Hall conjuró allí, lo que soñó y lo hizo realidad, es esencial para cualquier relato del ingenio estadounidense. Es un testimonio de cierto tipo de esperanza". Una publicación de Alabama comentó que a Hall le sobreviven su familia "y un legado musical de Muscle Shoals como ningún otro". Un editorial del Anniston Star (Alabama) concluye con este epitafio: "Si el mundo quiere saber sobre Alabama, un estado que rara vez se publicita por algo que no sea fútbol universitario y política vergonzosa, el difunto Rick Hall y su legado son modelos dignos de defender".
Aretha Franklin grabó su éxito I Never Loved a Man the Way I Love You en FAME Studios en 1967, con "Swampers" como acompañamiento. Más tarde reconoció públicamente a Rick Hall "por el 'punto de inflexión'" en su carrera, llevándola de una artista en apuros "a una gran estrella de la música.
A principios de 2018, Rolling Stone publicó una retrospectiva de la carrera de Hall e incluyó esta evaluación. "La producción ganadora del Grammy de Hall tocó casi todos los géneros de música popular, desde el country hasta el R&B, y su Fame Studio y su compañía editorial fueron un caldo de cultivo para futuras leyendas en el mundo de la composición y el trabajo de sesión, así como un hogar de grabación para algunos de los mejores músicos y artistas discográficos de todos los tiempos".
El periódico británico The Guardian resumió la carrera de Hall con estas palabras: "Lo que hizo que Hall... se destacara fue su posición en la confluencia de las tres ramas clave de la música popular estadounidense en blanco y negro: gospel, country y R&B, que se fusionaron para proporcionar la base de tanta importancia en esa y las décadas siguientes".